# Champions Hockey League 2016/17
Die Champions Hockey League 2016/17 war die dritte Austragung des höchsten Wettbewerbs für Klubmannschaften im europäischen Eishockey. Der schwedische Klub Frölunda HC Göteborg verteidigte durch einen 4:3-Sieg in der Overtime gegen den tschechischen Verein HC Sparta Prag seinen Titel aus dem Vorjahr.

## Modus
Die 48 Mannschaften starten in einer Gruppenphase mit 16 Gruppen à drei Clubs. Die Mannschaften spielen dabei gegen jeden Gruppengegner ein Heim- und ein Auswärtsspiel. Die Gruppenphase startet am 16. August und endet am 11. September 2016. Die Auslosung der Gruppen erfolgt am 3. Mai 2016 in Zürich. Die Clubs werden dabei nach ihrer Stärke in drei Töpfen gesetzt. Zwei Mannschaften aus einer Liga können nicht in eine Gruppe gelost werden. Um Terminkollisionen mit der während der Gruppenphase stattfindenden Qualifikation für die Olympischen Spiele 2018 zu vermeiden, können die 16 Mannschaften aus den Teilnehmerländern der Qualifikation – Österreich (einschließlich des tschechischen Clubs Orli Znojmo, der an der österreichischen EBEL teilnimmt), Belarus, Dänemark, Frankreich, Deutschland, Norwegen und Polen – in der Gruppenphase nicht aufeinandertreffen.
Die beiden besten Mannschaften jeder Gruppe qualifizieren sich für die Play-offs ab dem 4. Oktober. Diese werden im KO-Verfahren als Hin- und Rückspiel ausgetragen, hierbei können auch Clubs aus einer Liga aufeinandertreffen. Das Finale wird am 7. Februar 2017 in einem Spiel ausgetragen.

## Teilnehmer
An der CHL nahmen 48 Clubs aus 13 Ländern teil. Teilnahmeberechtigt waren die 26 Gründungsmitglieder der CHL. Dazu kamen zwölf weitere Mannschaften aus den Gründungsligen nach sportlicher Qualifikation: in der Regel Meister und Hauptrundensieger, Nachrücker waren Hauptrundenzweiter, Finalisten, Halbfinalisten bzw. Viertelfinalisten. Weitere zehn Clubs nahmen über eine Wildcard teil, davon ging eine an den Sieger des IIHF Continental Cup 2015/16, je zwei an die Meister und Hauptrundensieger Norwegens und der Slowakei, sowie je einen an die Meister Dänemarks, Großbritanniens, Frankreichs sowie erstmals Polens und von Belarus. Da der Continental-Cup-Sieger Rouen gleichzeitig französischer Meister wurde, rückte der Hauptrundensieger der Ligue Magnus, Rapaces de Gap, nach.
| - NLA: 6 Vereine ZSC Lions Zürich (A) EV Zug (A) Fribourg-Gottéron (A) SC Bern (A) HC Davos (B, Hauptrundenzweiter) HC Lugano (B, Finalist) - Liiga: 8 Vereine Kärpät Oulu (A) HIFK Helsinki (A) JYP Jyväskylä (A) KalPa Kuopio (A) Tappara Tampere (A) TPS Turku (A) SaiPa Lappeenranta (B, Viertelfinalist) Lukko Rauma (B, Viertelfinalist) - GET-ligaen: 2 Vereine Stavanger Oilers (C, Hauptrundensieger) Lørenskog IK (C, Finalist) - Metal Ligaen: 1 Verein Esbjerg Energy (C, Meister) | - DEL: 6 Vereine ERC Ingolstadt (A) Adler Mannheim (A) Eisbären Berlin (A) Krefeld Pinguine (A) EHC Red Bull München (B, Meister, Hauptrundensieger) Grizzlys Wolfsburg (B, Finalist) - SHL: 8 Vereine Djurgårdens IF Stockholm (A) Färjestad BK Karlstad (A) Frölunda HC Göteborg (A) HV71 Jönköping (A) Linköpings HC (A) Luleå HF (A) Skellefteå AIK (B, Hauptrundensieger) Växjö Lakers (B, Halbfinalist) - Ligue Magnus: 1 Verein Rapaces de Gap (C, Hauptrundensieger) - PLH: 1 Verein ComArch Cracovia (C, Meister) - IIHF Continental Cup: 1 Verein Dragons de Rouen (C, Sieger) | - EBEL: 4 Vereine EC Red Bull Salzburg (A, Meister) Vienna Capitals (A) Orli Znojmo (B, Zweiter der Pick-Round) Black Wings Linz (B, Halbfinalist) - Tschechische Extraliga: 6 Vereine Bílí Tygři Liberec (A) HC Pardubice (A) HC Sparta Prag (A) Vítkovice Ostrava (A) HC Plzeň 1929 (B, Halbfinalist) BK Mladá Boleslav (B, Halbfinalist) - Slowakische Extraliga: 2 Vereine HC Košice (C, Hauptrundensieger) HK Nitra (C, Meister) - EIHL: 1 Verein Sheffield Steelers (C, Meister) - Belarussische Extraliga: 1 Verein HK Junost Minsk (C, Meister) |

## Gruppenphase

### Gruppe A
| 19. August 2016 19:30 Uhr | Grizzlys Wolfsburg Gerrit Fauser (22:17) | 1:2 (0:0, 1:0, 0:2) Spielbericht | Frölunda HC Göteborg Casey Wellman (47:20) Victor Olofsson (49:33) | Eis Arena Wolfsburg, Wolfsburg Zuschauer: 2.511 |

| 21. August 2016 17:00 Uhr | HC Pardubice Ladislav Havlík (6:40) Tomáš Klimenta (29:24) David Tomášek (PS) | 3:2 n. P. (1:1, 1:1, 0:0, 0:0, 1:0) Spielbericht | Frölunda HC Göteborg Simon Hjalmarsson (18:58) Mats Rosseli Olsen (30:16) | Tipsport arena, Pardubice Zuschauer: 3.538 |

| 27. August 2016 17:00 Uhr | Frölunda HC Göteborg Joel Lundqvist (5:17) Artturi Lehkonen (5:34) Carl Grundström (12:19) Casey Wellman (40:49) Kristian Vesalainen (59:59) | 5:2 (3:0, 0:2, 2:0) Spielbericht | HC Pardubice Tomáš Klimenta (33:02) Petr Sýkora (35:43) | Scandinavium, Göteborg Zuschauer: 2.224 |

| 4. September 2016 18:00 Uhr | Grizzlys Wolfsburg Tyler Haskins (10:11) Sebastian Furchner (21:23) Jimmy Sharrow (25:58) Brent Aubin (33:03) Sebastian Furchner (41:06) Tyson Mulock (46:32) | 6:0 (1:0, 3:0, 2:0) Spielbericht | HC Pardubice | Eis Arena Wolfsburg, Wolfsburg Zuschauer: 1.965 |

| 7. September 2016 18:00 Uhr | HC Pardubice Nick Schaus (4:56) Michal Bárta (27:34) Nick Schaus (39:50) Justin Hodgman (45:26) Branislav Rapáč (50:44) Michal Bárta (54:33) | 6:1 (1:0, 2:0, 3:1) Spielbericht | Grizzlys Wolfsburg Kris Foucault (52:48) | Tipsport arena, Pardubice Zuschauer: 2.085 |

| 9. September 2016 20:00 Uhr | Frölunda HC Göteborg Casey Wellman (13:45) Mats Rosseli Olsen (29:34) | 2:3 (1:2, 1:0, 0:1) Spielbericht | Grizzlys Wolfsburg Tyson Mulock (7:24) Sebastian Furchner (9:00) Brent Aubin (54:49) | Scandinavium, Göteborg Zuschauer: 1.644 |

| Pl. |                      | Sp | S | OTS | OTN | N | Tore  | Punkte |
| 1.  | Frölunda HC Göteborg | 4  | 2 | 0   | 1   | 1 | 11:09 | 7      |
| 2.  | Grizzlys Wolfsburg   | 4  | 2 | 0   | 0   | 2 | 11:10 | 6      |
| 3.  | HC Pardubice         | 4  | 1 | 1   | 0   | 2 | 11:14 | 5      |

Abkürzungen: Pl. = Platz, Sp = Spiele, S = Siege, OTS = Siege nach Verlängerung (Overtime) oder Penaltyschießen, OTN = Niederlagen nach Verlängerung oder Penaltyschießen, N = Niederlagen

Erläuterungen: Sechzehntelfinalqualifikant

### Gruppe B
| 19. August 2016 19:45 Uhr | HC Davos Marc Wieser (10:04) Dario Simion (33:37) Marc Aeschlimann (37:49) Dario Simion (57:12) | 4:1 (1:1, 2:0, 1:0) Spielbericht | Dragons de Rouen Patrick Coulombe (16:51) | Vaillant Arena, Davos Zuschauer: 2.812 |

| 21. August 2016 19:00 Uhr | Djurgårdens IF Stockholm Daniel Brodin (39:59) Gustav Possler (41:47) Daniel Brodin (42:56) Markus Ljungh (54:21) | 4:0 (0:0, 1:0, 3:0) Spielbericht | Dragons de Rouen | Hovet, Stockholm Zuschauer: 2.293 |

| 27. August 2016 14:00 Uhr | Djurgårdens IF Stockholm Jeff Tambellini (6:58) Jeff Tambellini (12:14) Jeff Tambellini (24:50) Gustav Possler (38:48) Calle Ridderwall (39:51) Jeff Tambellini (45:40) | 6:0 (2:0, 3:0, 1:0) Spielbericht | HC Davos | Hovet, Stockholm Zuschauer: 2.843 |

| 2. September 2016 19:45 Uhr | HC Davos Perttu Lindgren (10:16) Mauro Jörg (39:18) Marc Wieser (58:17) | 3:1 (1:0, 1:0, 1:1) Spielbericht | Djurgårdens IF Stockholm Calle Ridderwall (47:25) | Vaillant Arena, Davos Zuschauer: 3.062 |

| 6. September 2016 19:45 Uhr | Dragons de Rouen Sacha Treille (34:54) Loïc Lampérier (47:38) | 2:3 n. V. (0:1, 1:1, 1:0, 0:1) Spielbericht | HC Davos Dino Wieser (18:53) Perttu Lindgren (21:57) Félicien Du Bois (62:56) | Île Lacroix, Rouen Zuschauer: 2.222 |

| 10. September 2016 19:45 Uhr | Dragons de Rouen Damien Raux (8:09) François-Pierre Guénette (28:58) Loïc Lampérier (32:25) | 3:4 n. V. (1:2, 2:1, 0:0, 0:1) Spielbericht | Djurgårdens IF Stockholm Adam Ollas Mattsson (2:40) Gustav Possler (12:17) Henrik Eriksson (26:52) Robin Press (62:05) | Île Lacroix, Rouen Zuschauer: 2.428 |

| Pl. |                          | Sp | S | OTS | OTN | N | Tore  | Punkte |
| 1.  | Djurgårdens IF Stockholm | 4  | 2 | 1   | 0   | 1 | 15:06 | 8      |
| 2.  | HC Davos                 | 4  | 2 | 1   | 0   | 1 | 10:10 | 8      |
| 3.  | Dragons de Rouen         | 4  | 0 | 0   | 2   | 2 | 06:15 | 2      |

Abkürzungen: Pl. = Platz, Sp = Spiele, S = Siege, OTS = Siege nach Verlängerung (Overtime) oder Penaltyschießen, OTN = Niederlagen nach Verlängerung oder Penaltyschießen, N = Niederlagen

Erläuterungen: Sechzehntelfinalqualifikant

### Gruppe C
| 18. August 2016 19:30 Uhr | Adler Mannheim David Wolf (2:52) Dominik Bittner (4:48) | 2:3 (2:0, 0:2, 0:1) Spielbericht | HC Lugano Patrik Zackrisson (29:43) Ryan Gardner (34:31) Damien Brunner (49:54) | SAP Arena, Mannheim Zuschauer: 7.805 |

| 21. August 2016 18:00 Uhr | Adler Mannheim David Wolf (26:11) Chad Kolarik (27:08) Ryan MacMurchy (31:18) Christoph Ullmann (51:41) | 4:1 (0:0, 3:0, 1:1) Spielbericht | Tappara Tampere Jani Lajunen (50:58) | SAP Arena, Mannheim Zuschauer: 6.902 |

| 23. August 2016 19:45 Uhr | HC Lugano Dario Bürgler (5:37) | 1:3 (1:0, 0:1, 0:2) Spielbericht | Tappara Tampere Teemu Nurmi (24:57) Arttu Ilomäki (41:00) Henrik Haapala (47:57) | Resega, Lugano Zuschauer: 5.166 |

| 27. August 2016 19:00 Uhr | Tappara Tampere Valtteri Kemiläinen (8:29) | 1:3 (1:2, 0:1, 0:0) Spielbericht | HC Lugano Alessio Bertaggia (1:58) Damien Brunner (3:54) Julien Vauclair (34:35) | Hakametsä, Tampere Zuschauer: 3.441 |

| 7. September 2016 19:45 Uhr | HC Lugano Alessio Bertaggia (29:26) Damien Brunner (35:20) Patrik Zackrisson (59:52) Linus Klasen (62:11) | 4:3 n. V. (0:1, 2:1, 1:1, 1:0) Spielbericht | Adler Mannheim David Wolf (9:29) Ryan MacMurchy (39:57) Marcus Kink (43:51) | Resega, Lugano Zuschauer: 4.826 |

| 11. September 2016 19:00 Uhr | Tappara Tampere Henrik Haapala (0:31) Veli-Matti Savinainen (19:12) | 2:1 (2:0, 0:1, 0:0) Spielbericht | Adler Mannheim Marcus Kink (22:90) | Hakametsä, Tampere Zuschauer: 3.452 |

| Pl. |                 | Sp | S | OTS | OTN | N | Tore  | Punkte |
| 1.  | HC Lugano       | 4  | 2 | 1   | 0   | 1 | 11:09 | 8      |
| 2.  | Tappara Tampere | 4  | 2 | 0   | 0   | 2 | 07:09 | 6      |
| 3.  | Adler Mannheim  | 4  | 1 | 0   | 1   | 2 | 10:10 | 4      |

Abkürzungen: Pl. = Platz, Sp = Spiele, S = Siege, OTS = Siege nach Verlängerung (Overtime) oder Penaltyschießen, OTN = Niederlagen nach Verlängerung oder Penaltyschießen, N = Niederlagen

Erläuterungen: Sechzehntelfinalqualifikant

### Gruppe D
| 16. August 2016 19:45 Uhr | ZSC Lions Zürich Reto Schäppi (35:17) Patrik Bärtschi (58:56) | 2:0 (0:0, 1:0, 1:0) Spielbericht | ERC Ingolstadt | Hallenstadion, Zürich Zuschauer: 1.500 |

| 20. August 2016 16:30 Uhr | ERC Ingolstadt Petr Tatíček (25:58) | 1:4 (0:0, 1:3, 0:1) Spielbericht | ZSC Lions Zürich Roman Wick (30:21) Chris Baltisberger (32:05) Severin Blindenbacher (38:16) Patrick Geering (55:22) | Saturn-Arena, Ingolstadt Zuschauer: 2.355 |

| 26. August 2016 19:00 Uhr | Lukko Rauma Aleksi Saarela (56:54) Janne Niskala (57:20) | 2:3 n. P. (0:2, 0:0, 2:0, 0:0, 0:1) Spielbericht | ZSC Lions Zürich Chris Baltisberger (2:19) Patrik Bärtschi (10:58) Inti Pestoni (PS) | Kivikylän Areena, Rauma Zuschauer: 3.023 |

| 3. September 2016 19:45 Uhr | ZSC Lions Zürich Chris Baltisberger (24:46) Fabrice Herzog (38:11) | 2:0 (0:0, 2:0, 0:0) Spielbericht | Lukko Rauma | Hallenstadion, Zürich Zuschauer: 4.024 |

| 6. September 2016 19:30 Uhr | ERC Ingolstadt Thomas Greilinger (34:54) | 1:6 (0:1, 1:1, 0:4) Spielbericht | Lukko Rauma Lauri Tukonen (8:15) Sami Lähteenmäki (28:01) Ville Vahalahti (40:16) Aaron Gagnon (46:46) Janne Niskala (51:21) Ilmari Pitkänen (56:09) | Saturn-Arena, Ingolstadt Zuschauer: 1.802 |

| 10. September 2016 19:00 Uhr | Lukko Rauma Heikki Liedes (5:06) | 1:3 (1:0, 0:3, 0:0) Spielbericht | ERC Ingolstadt Brandon Buck (32:12) Darryl Boyce (34:31) Petr Pohl (37:09) | Kivikylän Areena, Rauma Zuschauer: 2.927 |

| Pl. |                  | Sp | S | OTS | OTN | N | Tore  | Punkte |
| 1.  | ZSC Lions Zürich | 4  | 3 | 1   | 0   | 0 | 11:03 | 11     |
| 2.  | Lukko Rauma      | 4  | 1 | 0   | 1   | 2 | 09:09 | 04     |
| 3.  | ERC Ingolstadt   | 4  | 1 | 0   | 0   | 3 | 05:13 | 03     |

Abkürzungen: Pl. = Platz, Sp = Spiele, S = Siege, OTS = Siege nach Verlängerung (Overtime) oder Penaltyschießen, OTN = Niederlagen nach Verlängerung oder Penaltyschießen, N = Niederlagen

Erläuterungen: Sechzehntelfinalqualifikant

### Gruppe E
| 16. August 2016 17:30 Uhr | Vítkovice Ostrava Rostislav Olesz (23:42) Karol Sloboda (58:23) | 2:4 (0:1, 1:2, 1:1) Spielbericht | Kärpät Oulu Jesse Saarinen (7:52) Mika Pyörälä (29:15) Jari Sailio (30:41) Toni Kähkönen (59:59) | Ostravar Aréna, Ostrava Zuschauer: 2.359 |

| 18. August 2016 19:30 Uhr | Krefeld Pinguine | 0:2 (0:1, 0:1, 0:0) Spielbericht | Kärpät Oulu Mikael Ruohomaa (19:29) Mikael Ruohomaa (30:49) | Königpalast, Krefeld Zuschauer: 2.470 |

| 20. August 2016 19:00 Uhr | Krefeld Pinguine Marcel Müller (53:19) Dragan Umičević (57:44) | 2:0 (0:0, 0:0, 2:0) Spielbericht | Vítkovice Ostrava | Königpalast, Krefeld Zuschauer: 2.152 |

| 26. August 2016 19:00 Uhr | Kärpät Oulu Mikko Niemelä (62:57) | 1:0 n. V. (0:0, 0:0, 0:0, 1:0) Spielbericht | Vítkovice Ostrava | Oulun Energia Areena, Oulu Zuschauer: 4.617 |

| 7. September 2016 17:30 Uhr | Vítkovice Ostrava Lukáš Kucsera (1:10) Lukáš Kovář (5:22) Roman Szturc (9:36) Karol Sloboda (49:34) Petr Kolouch (59:50) | 5:3 (3:0, 0:1, 2:2) Spielbericht | Krefeld Pinguine Marco Rosa (27:54) Herberts Vasiļjevs (44:25) Mark Mancari (57:58) | Ostravar Aréna, Ostrava Zuschauer: 1.826 |

| 10. September 2016 19:30 Uhr | Kärpät Oulu Mikael Ruohomaa (12:10) Niklas Olausson (25:20) Jani Hakanpää (41:00) Saku Mäenalanen (42:21) John Albert (44:37) | 5:3 (1:1, 1:1, 3:1) Spielbericht | Krefeld Pinguine Marco Rosa (2:26) Lukas Koziol (27:04) Herberts Vasiļjevs (45:47) | Oulun Energia Areena, Oulu Zuschauer: 3.726 |

| Pl. |                   | Sp | S | OTS | OTN | N | Tore  | Punkte |
| 1.  | Kärpät Oulu       | 4  | 3 | 1   | 0   | 0 | 12:05 | 11     |
| 2.  | Vítkovice Ostrava | 4  | 1 | 0   | 1   | 2 | 07:10 | 04     |
| 3.  | Krefeld Pinguine  | 4  | 1 | 0   | 0   | 3 | 08:12 | 03     |

Abkürzungen: Pl. = Platz, Sp = Spiele, S = Siege, OTS = Siege nach Verlängerung (Overtime) oder Penaltyschießen, OTN = Niederlagen nach Verlängerung oder Penaltyschießen, N = Niederlagen

Erläuterungen: Sechzehntelfinalqualifikant

### Gruppe F
| 20. August 2016 19:45 Uhr | Fribourg-Gottéron Flavio Schmutz (7:04) Killian Mottet (30:44) Roman Červenka (57:20) | 3:0 (1:0, 1:0, 1:0) Spielbericht | EHC Red Bull München | BCF-Arena, Freiburg im Üechtland Zuschauer: 3.848 |

| 23. August 2016 18:00 Uhr | Orli Znojmo Libor Šulák (18:41) Libor Šulák (28:51) Libor Šulák (58:23) | 3:4 (1:1, 1:0, 1:3) Spielbericht | EHC Red Bull München Keith Aucoin (14:16) Michael Wolf (41:33) Mads Christensen (51:05) Jerome Flaake (51:57) | Nevoga Arena, Znojmo Zuschauer: 3.007 |

| 1. September 2016 19:45 Uhr | Fribourg-Gottéron Caryl Neuenschwander (7:20) Benjamin Neukom (14:15) Roman Červenka (40:46) Marc-Antoine Pouliot (47:32) Caryl Neuenschwander (47:44) | 5:2 (2:0, 0:1, 3:1) Spielbericht | Orli Znojmo Libor Šulák (30:18) Radek Číp (46:16) | BCF-Arena, Freiburg im Üechtland Zuschauer: 2.919 |

| 4. September 2016 17:00 Uhr | Orli Znojmo Kevin Bruijsten (57:25) | 1:3 (0:1, 0:0, 1:2) Spielbericht | Fribourg-Gottéron Julien Sprunger (13:59) Roman Červenka (48:12) Marc-Antoine Pouliot (59:57) | Nevoga Arena, Znojmo Zuschauer: 2.547 |

| 6. September 2016 19:00 Uhr | EHC Red Bull München Jon Matsumoto (18:33) Frank Mauer (30:37) Michael Wolf (34:09) | 3:1 (1:0, 2:0, 0:1) Spielbericht | Fribourg-Gottéron Marc-Antoine Pouliot (47:32) | Olympia-Eissportzentrum, München Zuschauer: 2.950 |

| 9. September 2016 19:30 Uhr | EHC Red Bull München Jon Matsumoto (15:50) Dominik Kahun (20:41) Michael Wolf (22:46) Jerome Flaake (34:29) Tobias Wörle (49:21) Derek Joslin (50:40) Brooks Macek (54:11) | 7:0 (1:0, 3:0, 3:0) Spielbericht | Orli Znojmo | Olympia-Eissportzentrum, München Zuschauer: 2.280 |

| Pl. |                      | Sp | S | OTS | OTN | N | Tore  | Punkte |
| 1.  | Fribourg-Gottéron    | 4  | 3 | 0   | 0   | 1 | 12:06 | 9      |
| 2.  | EHC Red Bull München | 4  | 3 | 0   | 0   | 1 | 14:07 | 9      |
| 3.  | Orli Znojmo          | 4  | 0 | 0   | 0   | 4 | 06:19 | 0      |

Abkürzungen: Pl. = Platz, Sp = Spiele, S = Siege, OTS = Siege nach Verlängerung (Overtime) oder Penaltyschießen, OTN = Niederlagen nach Verlängerung oder Penaltyschießen, N = Niederlagen

Erläuterungen: Sechzehntelfinalqualifikant

### Gruppe G
| 19. August 2016 19:00 Uhr | Esbjerg Energy Tyler Fiddler (15:53) Brock Nixon (31:19) Sune Hjulmand (47:44) | 3:8 (1:2, 1:4, 1:2) Spielbericht | EV Zug Dominic Lammer (9:33) Raphael Diaz (11:56) Jarkko Immonen (20:30) Lino Martschini (27:14) Jarkko Immonen (28:37) Sandro Zangger (30:07) David McIntyre (50:55) Carl Klingberg (57:49) | Granly Hockey Arena, Esbjerg Zuschauer: 1.401 |

| 26. August 2016 19:45 Uhr | EV Zug Lino Martschini (19:44) Emanuel Peter (53:48) | 2:1 (1:0, 0:0, 1:1) Spielbericht | HIFK Helsinki Tommi Taimi (58:15) | Bossard Arena, Zug Zuschauer: 3.016 |

| 2. September 2016 19:30 Uhr | HIFK Helsinki Teemu Eronen (40:57) | 1:4 (0:0, 0:2, 1:2) Spielbericht | EV Zug Carl Klingberg (20:20) Jarkko Immonen (37:06) Lino Martschini (42:49) Jarkko Immonen (59:55) | Helsingin Jäähalli, Helsinki Zuschauer: 3.842 |

| 6. September 2016 19:45 Uhr | EV Zug Fabian Schnyder (7:13) Josh Holden (19:55) Josh Holden (PS) | 3:2 n. P. (2:1, 0:1, 0:0, 0:0, 1:0) Spielbericht | Esbjerg Energy Tyler Fiddler (9:51) Tyler Fiddler (36:55) | Bossard Arena, Zug Zuschauer: 2.844 |

| 9. September 2016 19:00 Uhr | Esbjerg Energy David Lidström (8:43) Ryan Martindale (29:42) Sune Hjulmand (41:25) Tyler Fiddler (59:51) Brock Nixon (60:31) | 5:4 n. V. (1:2, 1:1, 2:1, 1:0) Spielbericht | HIFK Helsinki Juuso Puustinen (11:43) Lennart Petrell (15:03) Teemu Eronen (39:20) Miro-Pekka Saarelainen (46:16) | Granly Hockey Arena, Esbjerg Zuschauer: 1.278 |

| 11. September 2016 19:00 Uhr | HIFK Helsinki Lennart Petrell (12:33) Tomi Tuomisto (15:14) Juhamatti Aaltonen (19:24) Lennart Petrell (23:31) Juhamatti Aaltonen (26:13) Panu Mieho (43:26) Jasse Ikonen (54:34) | 7:0 (3:0, 2:0, 2:0) Spielbericht | Esbjerg Energy | Helsingin Jäähalli, Helsinki Zuschauer: 3.164 |

| Pl. |                | Sp | S | OTS | OTN | N | Tore  | Punkte |
| 1.  | EV Zug         | 4  | 3 | 1   | 0   | 0 | 17:07 | 11     |
| 2.  | HIFK Helsinki  | 4  | 1 | 0   | 1   | 2 | 13:11 | 04     |
| 3.  | Esbjerg Energy | 4  | 0 | 1   | 1   | 2 | 10:22 | 03     |

Abkürzungen: Pl. = Platz, Sp = Spiele, S = Siege, OTS = Siege nach Verlängerung (Overtime) oder Penaltyschießen, OTN = Niederlagen nach Verlängerung oder Penaltyschießen, N = Niederlagen

Erläuterungen: Sechzehntelfinalqualifikant

### Gruppe H
| 21. August 2016 14:30 Uhr | Bílí Tygři Liberec Jan Ordoš (16:23) Jan Stránský (37:07) Radim Šimek (49:30) Mário Bližňák (63:49) | 4:3 n. V. (1:1, 1:1, 1:1, 1:0) Spielbericht | Lørenskog IK Mikael Dokken (5:05) Steffen Thoresen (39:55) James Sixsmith (59:57) | Home Credit Arena, Liberec Zuschauer: 2.668 |

| 24. August 2016 19:00 Uhr | TPS Turku Otto Nieminen (19:27) Tomi Kallio (27:17) Erik Thorell (31:47) Topi Taavitsainen (43:16) | 4:1 (1:1, 2:0, 1:0) Spielbericht | Lørenskog IK Joacim Sundelius (8:01) | HK-areena, Turku Zuschauer: 1.658 |

| 26. August 2016 18:00 Uhr | Bílí Tygři Liberec Tomáš Mojžíš (53:59) | 1:2 n. P. (0:1, 0:0, 1:0, 0:0, 0:1) Spielbericht | TPS Turku Patrik Virta (7:13) Jonne Virtanen (PS) | Home Credit Arena, Liberec Zuschauer: 2.686 |

| 2. September 2016 19:00 Uhr | TPS Turku Jasper Lindsten (4:50) Dave Spina (15:41) Jesse Dudás (25:57) | 3:1 (2:0, 1:1, 0:0) Spielbericht | Bílí Tygři Liberec Vladimír Svačina (24:26) | HK-areena, Turku Zuschauer: 1.705 |

| 6. September 2016 19:00 Uhr | Lørenskog IK Steffen Thoresen (46:09) | 1:2 (0:1, 0:1, 1:0) Spielbericht | Bílí Tygři Liberec Vladimír Svačina (14:09) Vladimír Svačina (37:28) | Lørenskog Ishall, Lørenskog Zuschauer: 1.047 |

| 9. September 2016 19:00 Uhr | Lørenskog IK | 0:6 (0:1, 0:4, 0:1) Spielbericht | TPS Turku Patrik Virta (5:26) Tomi Kallio (32:38) Erik Thorell (36:04) Ilkka Heikkinen (37:36) Jasper Lindsten (37:53) Ilkka Pikkarainen (44:26) | Lørenskog Ishall, Lørenskog Zuschauer: 550 |

| Pl. |                    | Sp | S | OTS | OTN | N | Tore  | Punkte |
| 1.  | TPS Turku          | 4  | 3 | 1   | 0   | 0 | 15:03 | 11     |
| 2.  | Bílí Tygři Liberec | 4  | 1 | 1   | 1   | 1 | 08:09 | 06     |
| 3.  | Lørenskog IK       | 4  | 0 | 0   | 1   | 3 | 05:16 | 01     |

Abkürzungen: Pl. = Platz, Sp = Spiele, S = Siege, OTS = Siege nach Verlängerung (Overtime) oder Penaltyschießen, OTN = Niederlagen nach Verlängerung oder Penaltyschießen, N = Niederlagen

Erläuterungen: Sechzehntelfinalqualifikant

### Gruppe I
| 19. August 2016 19:30 Uhr | Eisbären Berlin Micki DuPont (31:17) Frank Hördler (49:16) | 2:1 (0:0, 1:1, 1:0) Spielbericht | Luleå HF Kael Mouillierat (35:46) | Mercedes-Benz Arena, Berlin Zuschauer: 6.225 |

| 21. August 2016 14:30 Uhr | Eisbären Berlin Nick Petersen (13:57) Daniel Fischbuch (47:32) | 2:4 (1:1, 0:2, 1:1) Spielbericht | SaiPa Lappeenranta John McFarland (15:01) Joona Jääskeläinen (23:24) Matti Järvinen (37:44) Brett Carson (51:29) | Mercedes-Benz Arena, Berlin Zuschauer: 6.308 |

| 23. August 2016 20:00 Uhr | Luleå HF Kael Mouillierat (41:11) Christián Jaroš (59:52) | 2:4 (0:1, 0:0, 2:3) Spielbericht | SaiPa Lappeenranta Mikael Kuronen (12:36) Eetu Koski (55:04) John McFarland (59:38) Simon Backman (59:58) | Coop Arena, Luleå Zuschauer: 2.569 |

| 4. September 2016 17:00 Uhr | SaiPa Lappeenranta Curtis Hamilton (51:21) Eetu Koski (59:00) Matti Järvinen (PS) | 3:2 n. P. (0:1, 0:1, 2:0, 0:0, 1:0) Spielbericht | Luleå HF Karl Fabricius (11:14) Julius Junttila (34:15) | Kisapuisto, Lappeenranta Zuschauer: 2.658 |

| 8. September 2016 20:00 Uhr | Luleå HF Anton Hedman (46:35) Ilari Melart (48:19) | 2:5 (0:1, 0:3, 2:1) Spielbericht | Eisbären Berlin Julian Talbot (2:18) Sven Ziegler (30:42) Darin Olver (33:11) Jamie MacQueen (35:12) Daniel Fischbuch (58:10) | Coop Arena, Luleå Zuschauer: 2.921 |

| 10. September 2016 17:00 Uhr | SaiPa Lappeenranta John McFarland (24:58) Mikael Kuronen (28:08) John McFarland (35:19) Eetu Koski (46:38) Curtis Hamilton (50:50) John McFarland (58:26) | 6:3 (0:1, 3:0, 3:2) Spielbericht | Eisbären Berlin Florian Busch (8:51) Kyle Wilson (45:18) Florian Busch (53:14) | Kisapuisto, Lappeenranta Zuschauer: 2.731 |

| Pl. |                    | Sp | S | OTS | OTN | N | Tore  | Punkte |
| 1.  | SaiPa Lappeenranta | 4  | 3 | 1   | 0   | 0 | 17:09 | 11     |
| 2.  | Eisbären Berlin    | 4  | 2 | 0   | 0   | 2 | 12:13 | 06     |
| 3.  | Luleå HF           | 4  | 0 | 0   | 1   | 3 | 07:14 | 01     |

Abkürzungen: Pl. = Platz, Sp = Spiele, S = Siege, OTS = Siege nach Verlängerung (Overtime) oder Penaltyschießen, OTN = Niederlagen nach Verlängerung oder Penaltyschießen, N = Niederlagen

Erläuterungen: Sechzehntelfinalqualifikant

### Gruppe J
| 18. August 2016 19:00 Uhr | Stavanger Oilers Svein Petter Falk-Larssen (5:16) Kristian Forsberg (15:33) | 2:1 (2:1, 0:0, 0:0) Spielbericht | HK Nitra Judd Blackwater (5:34) | DNB Arena, Stavanger Zuschauer: 2.617 |

| 20. August 2016 18:00 Uhr | Stavanger Oilers | 0:3 (0:0, 0:2, 0:1) Spielbericht | HC Plzeň 1929 Dominik Kubalík (28:06) Dominik Kubalík (31:05) Miroslav Indrák (57:29) | DNB Arena, Stavanger Zuschauer: 2.505 |

| 27. August 2016 17:00 Uhr | HK Nitra Judd Blackwater (11:44) Jamie Milam (47:57) | 2:1 (1:0, 0:1, 1:0) Spielbericht | HC Plzeň 1929 Ondřej Kratěna (21:32) | Nitra Aréna, Nitra Zuschauer: 2.521 |

| 3. September 2016 17:00 Uhr | HC Plzeň 1929 Ondřej Kratěna (4:17) Dominik Kubalík (8:14) | 2:4 (2:0, 0:3, 0:1) Spielbericht | HK Nitra David Laliberté (23:57) Juraj Štefanka (25:28) David Laliberté (34:11) Lukáš Paukovček (59:11) | Home Monitoring Aréna, Plzeň Zuschauer: 4.058 |

| 6. September 2016 18:00 Uhr | HK Nitra Lukáš Paukovček (11:33) Tibor Kutálek (28:45) | 2:1 (1:0, 1:1, 0:0) Spielbericht | Stavanger Oilers Josh Soares (23:50) | Nitra Aréna, Nitra Zuschauer: 2.931 |

| 8. September 2016 18:00 Uhr | HC Plzeň 1929 Dominik Kubalík (0:18) Miroslav Indrák (8:55) Jakub Lev (15:11) David Stach (24:16) Lukáš Pulpán (25:22) Jakub Koreis (31:33) | 6:4 (3:1, 3:2, 0:1) Spielbericht | Stavanger Oilers Josh Soares (6:16) Mark Van Guilder (28:12) Dan Kissel (39:26) Markus Søberg (44:36) | Home Monitoring Aréna, Plzeň Zuschauer: 1.934 |

| Pl. |                  | Sp | S | OTS | OTN | N | Tore  | Punkte |
| 1.  | HK Nitra         | 4  | 3 | 0   | 0   | 1 | 09:06 | 9      |
| 2.  | HC Plzeň 1929    | 4  | 2 | 0   | 0   | 2 | 12:10 | 6      |
| 3.  | Stavanger Oilers | 4  | 1 | 0   | 0   | 3 | 07:12 | 3      |

Abkürzungen: Pl. = Platz, Sp = Spiele, S = Siege, OTS = Siege nach Verlängerung (Overtime) oder Penaltyschießen, OTN = Niederlagen nach Verlängerung oder Penaltyschießen, N = Niederlagen

Erläuterungen: Sechzehntelfinalqualifikant

### Gruppe K
| 19. August 2016 19:45 Uhr | Rapaces de Gap Cédric Di Dio Balsamo (45:11) | 1:4 (0:1, 0:3, 1:0) Spielbericht | JYP Jyväskylä Robert Rooba (16:42) Mikko Kalteva (20:59) Juuso Pulli (22:05) Ossi Louhivaara (22:26) | Stade de glace Alp’Arena, Gap Zuschauer: 1.888 |

| 21. August 2016 19:00 Uhr | Rapaces de Gap | 0:2 (0:1, 0:0, 0:1) Spielbericht | Linköpings HC Ken André Olimb (15:24) Broc Little (56:04) | Stade de glace Alp’Arena, Gap Zuschauer: 1.628 |

| 28. August 2016 17:00 Uhr | JYP Jyväskylä Antti Suomela (7:11) | 1:4 (1:1, 0:1, 0:2) Spielbericht | Linköpings HC Henrik Törnqvist (15:32) Broc Little (20:50) Broc Little (46:36) Kristian Näkyvä (59:34) | Synergia-areena, Jyväskylä Zuschauer: 3.275 |

| 2. September 2016 20:00 Uhr | Linköpings HC Broc Little (7:42) Broc Little (14:52) Emil Sylvegård (41:56) Niklas Persson (59:14) | 4:3 (2:1, 0:1, 2:1) Spielbericht | JYP Jyväskylä Mikko Kalteva (16:53) Antti Suomela (21:37) Robert Rooba (59:32) | Saab Arena, Linköping Zuschauer: 2.790 |

| 8. September 2016 19:00 Uhr | Linköpings HC Niclas Bergfors (25:41) Jakob Lilja (26:44) Mathis Olimb (28:51) Jakob Lilja (37:56) Emil Sylvegård (38:38) Mathis Olimb (47:25) | 6:1 (0:1, 5:0, 1:0) Spielbericht | Rapaces de Gap Cédric Di Dio Balsamo (16:24) | Saab Arena, Linköping Zuschauer: 1.915 |

| 10. September 2016 19:00 Uhr | JYP Jyväskylä Joonas Nättinen (9:33) Ossi Louhivaara (15:56) Anssi Löfman (34:38) Mikko Kalteva (48:29) | 4:0 (2:0, 1:0, 1:0) Spielbericht | Rapaces de Gap | Synergia-areena, Jyväskylä Zuschauer: 3.477 |

| Pl. |                | Sp | S | OTS | OTN | N | Tore  | Punkte |
| 1.  | Linköpings HC  | 4  | 4 | 0   | 0   | 0 | 16:05 | 12     |
| 2.  | JYP Jyväskylä  | 4  | 2 | 0   | 0   | 2 | 12:09 | 06     |
| 3.  | Rapaces de Gap | 4  | 0 | 0   | 0   | 4 | 02:16 | 0      |

Abkürzungen: Pl. = Platz, Sp = Spiele, S = Siege, OTS = Siege nach Verlängerung (Overtime) oder Penaltyschießen, OTN = Niederlagen nach Verlängerung oder Penaltyschießen, N = Niederlagen

Erläuterungen: Sechzehntelfinalqualifikant

### Gruppe L
| 16. August 2016 19:00 Uhr | HK Junost Minsk Wadsim Jerechau (15:20) Aljaksej Jafimienka (26:11) Jesse Niinimäki (33:38) Wiktar Turkin (57:51) | 4:3 (1:1, 2:1, 1:1) Spielbericht | BK Mladá Boleslav Jakub Orsava (4:56) Jakub Orsava (29:00) Marek Trončinský (46:43) | Tschyschouka-Arena, Minsk Zuschauer: 5.300 |

| 18. August 2016 20:00 Uhr | Växjö Lakers Robert Rosén (0:33) Erik Josefsson (2:28) Calle Rosén (11:28) Geoff Platt (33:43) Joakim Hillding (38:24) Geoff Platt (45:49) Calle Rosén (48:38) | 7:3 (3:3, 2:0, 2:0) Spielbericht | BK Mladá Boleslav Dominik Pacovský (8:39) Tomáš Urban (10:33) Martin Látal (18:04) | Vida Arena, Växjö Zuschauer: 2.685 |

| 21. August 2016 17:00 Uhr | BK Mladá Boleslav Tomáš Pospíšil (0:41) Jakub Orsava (59:01) Radan Lenc (PS) | 3:2 n. P. (1:2, 0:0, 1:0, 0:0, 1:0) Spielbericht | Växjö Lakers Linus Fröberg (5:10) Josh Hennessy (18:43) | ŠKO-Energo Aréna, Mladá Boleslav Zuschauer: 1.886 |

| 23. August 2016 19:00 Uhr | HK Junost Minsk Anton Jelissejenka (12:51) Daniel Corso (28:04) Aljaksandr Kahaljou (38:02) Jesse Niinimäki (63:34) | 4:3 n. V. (1:2, 2:0, 0:1, 1:0) Spielbericht | Växjö Lakers Adam Brodecki (8:47) Pontus Netterberg (16:17) Robert Rosén (42:01) | Tschyschouka-Arena, Minsk Zuschauer: 8.170 |

| 6. September 2016 18:00 Uhr | BK Mladá Boleslav Tomáš Urban (19:23) Tomáš Pospíšil (22:47) Radan Lenc (25:30) | 3:2 (1:0, 2:2, 0:0) Spielbericht | HK Junost Minsk Aljaksej Jafimienka (26:34) Andrij Michnow (27:14) | ŠKO-Energo Aréna, Mladá Boleslav Zuschauer: 1.538 |

| 9. September 2016 19:00 Uhr | Växjö Lakers Pontus Netterberg (11:35) Pontus Netterberg (14:12) Adam Brodecki (52:53) Tuomas Kiiskinen (59:56) | 4:0 (2:0, 0:0, 2:0) Spielbericht | HK Junost Minsk | Vida Arena, Växjö Zuschauer: 2.798 |

| Pl. |                   | Sp | S | OTS | OTN | N | Tore  | Punkte |
| 1.  | Växjö Lakers      | 4  | 2 | 0   | 2   | 0 | 16:10 | 8      |
| 2.  | HK Junost Minsk   | 4  | 1 | 1   | 0   | 2 | 10:13 | 5      |
| 3.  | BK Mladá Boleslav | 4  | 1 | 1   | 0   | 2 | 12:15 | 5      |

Abkürzungen: Pl. = Platz, Sp = Spiele, S = Siege, OTS = Siege nach Verlängerung (Overtime) oder Penaltyschießen, OTN = Niederlagen nach Verlängerung oder Penaltyschießen, N = Niederlagen

Erläuterungen: Sechzehntelfinalqualifikant

### Gruppe M
| 16. August 2016 18:00 Uhr | HC Košice Tomáš Hričina (30:05) Peter Boltun (44:37) Tibor Varga (53:50) | 3:6 (0:1, 1:2, 2:3) Spielbericht | SC Bern Luca Hischier (1:45) Simon Moser (20:55) Simon Bodenmann (34:48) Eric Blum (40:43) Alain Berger (52:53) Mark Arcobello (58:42) | Steel Aréna, Košice Zuschauer: 3.294 |

| 18. August 2016 19:30 Uhr | Black Wings Linz Dan DaSilva (45:46) | 1:3 (0:0, 0:3, 1:0) Spielbericht | SC Bern Andrew Ebbett (20:35) Justin Krueger (29:24) David Jobin (36:53) | KeineSorgen EisArena, Linz Zuschauer: 4.600 |

| 20. August 2016 19:30 Uhr | HC Košice Jakub Suja (32:44) Gabriel Spilar (33:43) | 2:3 (0:0, 2:2, 0:1) Spielbericht | Black Wings Linz Fabio Hofer (22:54) Brian Lebler (39:12) Dan DaSilva (51:00) | Steel Aréna, Košice Zuschauer: 2.071 |

| 23. August 2016 19:30 Uhr | Black Wings Linz Dan DaSilva (12:16) Dan DaSilva (25:58) Brian Lebler (31:06) | 3:4 (1:0, 2:1, 0:3) Spielbericht | HC Košice Marek Bartánus (37:38) Jakub Suja (43:17) Eduard Šedivý (46:52) Marek Bartánus (55:22) | KeineSorgen EisArena, Linz Zuschauer: 4.650 |

| 3. September 2016 19:45 Uhr | SC Bern Luca Hischier (1:51) Alain Berger (41:36) Eric Blum (52:51) | 3:1 (1:0, 0:0, 2:1) Spielbericht | HC Košice Radim Hruška (44:07) | PostFinance-Arena, Bern Zuschauer: 3.771 |

| 6. September 2016 19:45 Uhr | SC Bern David Jobin (22:12) Thomas Rüfenacht (39:29) Jérémie Kamerzin (44:58) Simon Bodenmann (47:34) Alain Berger (53:31) | 5:0 (0:0, 2:0, 3:0) Spielbericht | Black Wings Linz | PostFinance-Arena, Bern Zuschauer: 3.074 |

| Pl. |                  | Sp | S | OTS | OTN | N | Tore  | Punkte |
| 1.  | SC Bern          | 4  | 4 | 0   | 0   | 0 | 17:05 | 12     |
| 2.  | HC Košice        | 4  | 1 | 0   | 0   | 3 | 10:15 | 03     |
| 3.  | Black Wings Linz | 4  | 1 | 0   | 0   | 3 | 07:14 | 03     |

Abkürzungen: Pl. = Platz, Sp = Spiele, S = Siege, OTS = Siege nach Verlängerung (Overtime) oder Penaltyschießen, OTN = Niederlagen nach Verlängerung oder Penaltyschießen, N = Niederlagen

Erläuterungen: Sechzehntelfinalqualifikant

### Gruppe N
| 18. August 2016 19:30 Uhr | Vienna Capitals Taylor Vause (27:38) Jerry Pollastrone (34:58) Jamie Fraser (60:31) | 3:2 n. V. (0:1, 2:0, 0:1, 1:0) Spielbericht | Skellefteå AIK Oscar Möller (10:27) Andrew Calof (53:26) | Albert-Schultz-Eishalle, Wien Zuschauer: 2.200 |

| 20. August 2016 19:00 Uhr | KalPa Kuopio Joni Nikko (38:32) | 1:2 (0:0, 1:2, 0:0) Spielbericht | Skellefteå AIK Henrik Hetta (27:06) Pär Lindholm (32:40) | Data Group Areena, Kuopio Zuschauer: 2.493 |

| 27. August 2016 14:00 Uhr | Skellefteå AIK Niclas Burström (39:45) Andrew Calof (41:16) Pontus Petterström (48:42) Emil Pettersson (56:46) | 4:0 (0:0, 1:0, 3:0) Spielbericht | KalPa Kuopio | Skellefteå Kraft Arena, Skellefteå Zuschauer: 2.528 |

| 7. September 2016 20:00 Uhr | Skellefteå AIK Jesper Olofsson (46:01) Jimmie Ericsson (53:19) | 2:5 (0:2, 0:2, 2:1) Spielbericht | Vienna Capitals Andreas Nödl (0:54) Rafael Rotter (7:21) Kelsey Tessier (22:16) Riley Holzapfel (31:27) Kelsey Tessier (57:27) | Skellefteå Kraft Arena, Skellefteå Zuschauer: 1.793 |

| 9. September 2016 19:00 Uhr | KalPa Kuopio Santeri Lukka (52:43) Ville-Vesa Vainiola (55:43) Ville-Vesa Vainiola (57:30) | 3:1 (0:1, 0:0, 3:0) Spielbericht | Vienna Capitals Jerry Pollastrone (12:14) | Data Group Areena, Kuopio Zuschauer: 2.058 |

| 11. September 2016 18:00 Uhr | Vienna Capitals Rafael Rotter (50:24) | 1:3 (0:1, 0:1, 1:1) Spielbericht | KalPa Kuopio Miikka Pitkänen (17:51) Jesse Mankinen (36:27) Jesse Mankinen (52:36) | Albert-Schultz-Eishalle, Wien Zuschauer: 2.350 |

| Pl. |                 | Sp | S | OTS | OTN | N | Tore  | Punkte |
| 1.  | Skellefteå AIK  | 4  | 2 | 0   | 1   | 1 | 10:09 | 7      |
| 2.  | KalPa Kuopio    | 4  | 2 | 0   | 0   | 2 | 07:08 | 6      |
| 3.  | Vienna Capitals | 4  | 1 | 1   | 0   | 2 | 10:10 | 5      |

Abkürzungen: Pl. = Platz, Sp = Spiele, S = Siege, OTS = Siege nach Verlängerung (Overtime) oder Penaltyschießen, OTN = Niederlagen nach Verlängerung oder Penaltyschießen, N = Niederlagen

Erläuterungen: Sechzehntelfinalqualifikant

### Gruppe O
| 17. August 2016 19:30 Uhr | ComArch Cracovia Filip Drzewiecki (23:59) Richard Jenčík (37:37) | 2:7 (0:1, 2:3, 0:3) Spielbericht | HC Sparta Prag Lukáš Klimek (9:37) Martin Gernát (23:01) Petr Kalina (26:11) Tomáš Netík (28:41) Michal Čajkovský (48:47) Tomáš Netík (55:01) Tomáš Netík (57:34) | Tauron Arena Kraków, Krakau Zuschauer: 7.124 |

| 19. August 2016 19:30 Uhr | ComArch Cracovia Damian Kapica (9:41) | 1:5 (1:1, 0:3, 0:1) Spielbericht | Färjestad BK Karlstad Milan Gulaš (2:04) Per Åslund (20:58) Per Åslund (26:21) Anders Eriksson (28:34) John Persson (41:15) | Tauron Arena Kraków, Krakau Zuschauer: 6.209 |

| 21. August 2016 14:30 Uhr | HC Sparta Prag Tomáš Netík (13:25) | 1:2 (1:0, 0:0, 0:2) Spielbericht | Färjestad BK Karlstad Linus Persson (46:39) Per Åslund (53:35) | O₂ Arena, Prag Zuschauer: 2.962 |

| 26. August 2016 18:00 Uhr | HC Sparta Prag Petr Vrána (0:24) Miroslav Forman (1:00) Lukáš Pech (27:54) Tomáš Netík (27:54) Tomáš Netík (55:30) | 5:4 (2:1, 2:2, 1:1) Spielbericht | ComArch Cracovia Damian Słaboń (12:40) Matúš Chovan (21:56) Damian Kapica (39:09) Filip Drzewiecki (44:32) | O₂ Arena, Prag Zuschauer: 2.480 |

| 4. September 2016 17:00 Uhr | Färjestad BK Karlstad Marcus Nilsson (25:12) Tim Stapleton (59:18) | 2:3 n. V. (0:0, 1:1, 1:1, 0:1) Spielbericht | HC Sparta Prag Petr Vrána (36:04) Jiří Černoch (47:40) Lukáš Pech (60:59) | Löfbergs Arena, Karlstad Zuschauer: 3.758 |

| 10. September 2016 15:00 Uhr | Färjestad BK Karlstad John Persson (4:20) Per Åslund (22:09) Tim Stapleton (33:20) Oskar Steen (41:55) Alexander Johansson (43:03) Per Åslund (50:28) Björn Svensson (54:11) | 7:0 (1:0, 2:0, 4:0) Spielbericht | ComArch Cracovia | Löfbergs Arena, Karlstad Zuschauer: 2.127 |

| Pl. |                       | Sp | S | OTS | OTN | N | Tore  | Punkte |
| 1.  | Färjestad BK Karlstad | 4  | 3 | 0   | 1   | 0 | 16:05 | 10     |
| 2.  | HC Sparta Prag        | 4  | 2 | 1   | 0   | 1 | 16:10 | 08     |
| 3.  | ComArch Cracovia      | 4  | 0 | 0   | 0   | 4 | 07:24 | 0      |

Abkürzungen: Pl. = Platz, Sp = Spiele, S = Siege, OTS = Siege nach Verlängerung (Overtime) oder Penaltyschießen, OTN = Niederlagen nach Verlängerung oder Penaltyschießen, N = Niederlagen

Erläuterungen: Sechzehntelfinalqualifikant

### Gruppe P
| 18. August 2016 19:00 Uhr | HV71 Jönköping Mattias Tedenby (16:48) Martin Thörnberg (30:50) Christoffer Persson (34:43) Dylan Reese (50:48) Pär Arlbrandt (55:56) | 5:3 (1:0, 2:2, 2:1) Spielbericht | Sheffield Steelers John Armstrong (23:22) Mike Ratchuk (38:25) Robert Dowd (43:48) | Kinnarps Arena, Jönköping Zuschauer: 2.346 |

| 20. August 2016 19:30 Uhr | EC Red Bull Salzburg Bill Thomas (15:35) Manuel Latusa (22:14) Bill Thomas (24:14) Thomas Raffl (37:58) Bill Thomas (41:33) Brett Olson (51:04) John Hughes (54:35) Alexander Pallestrang (59:39) | 8:1 (1:0, 3:1, 4:0) Spielbericht | Sheffield Steelers Christoffer Björklund (26:02) | Eisarena Salzburg, Salzburg Zuschauer: 2.502 |

| 27. August 2016 19:00 Uhr | Sheffield Steelers Robert Dowd (14:55) Robert Dowd (54:56) | 2:5 (1:2, 0:0, 1:3) Spielbericht | HV71 Jönköping Chris Abbott (12:28) Martin Thörnberg (13:42) Teemu Laine (40:26) Chris Abbott (46:22) Mattias Tedenby (50:21) | Sheffield Arena, Sheffield Zuschauer: 4.471 |

| 7. September 2016 19:30 Uhr | EC Red Bull Salzburg Thomas Raffl (19:15) Brett Olson (25:40) | 2:5 (1:1, 1:2, 0:2) Spielbericht | HV71 Jönköping Martin Thörnberg (9:15) Ted Brithén (24:11) Simon Önerud (28:40) Niklas Hansson (54:06) Ted Brithén (59:00) | Eisarena Salzburg, Salzburg Zuschauer: 2.687 |

| 9. September 2016 19:00 Uhr | HV71 Jönköping Martin Thörnberg (59:50) | 1:2 (0:1, 0:0, 1:1) Spielbericht | EC Red Bull Salzburg Thomas Raffl (1:24) Brett Olson (44:02) | Kinnarps Arena, Jönköping Zuschauer: 2.460 |

| 11. September 2016 18:00 Uhr | Sheffield Steelers Jesse Schultz (7:27) Jesse Schultz (34:40) Robert Dowd (39:58) Luke Ferrara (44:34) Jesse Schultz (47:36) | 5:2 (1:2, 2:0, 2:0) Spielbericht | EC Red Bull Salzburg John Hughes (6:55) Manuel Latusa (8:58) | Sheffield Arena, Sheffield Zuschauer: 4.178 |

| Pl. |                      | Sp | S | OTS | OTN | N | Tore  | Punkte |
| 1.  | HV71 Jönköping       | 4  | 3 | 0   | 0   | 1 | 16:09 | 9      |
| 2.  | EC Red Bull Salzburg | 4  | 2 | 0   | 0   | 2 | 14:12 | 6      |
| 3.  | Sheffield Steelers   | 4  | 1 | 0   | 0   | 3 | 11:20 | 3      |

Abkürzungen: Pl. = Platz, Sp = Spiele, S = Siege, OTS = Siege nach Verlängerung (Overtime) oder Penaltyschießen, OTN = Niederlagen nach Verlängerung oder Penaltyschießen, N = Niederlagen

Erläuterungen: Sechzehntelfinalqualifikant

## K.O.-Phase
Die Auslosung der kompletten K.O.-Runde erfolgte am 12. September 2016 in der finnischen Hauptstadt Helsinki. Dabei wurden für die Sechzehntelfinale alle Gruppenzweiten den Gruppenersten zugelost.
Folgende Mannschaften waren für das Sechzehntelfinale qualifiziert:
| Gruppe | Gruppenerster (gesetzt im Sechzehntelfinale) | Gruppenzweiter (ungesetzt im Sechzehntelfinale) |
| ------ | -------------------------------------------- | ----------------------------------------------- |
| A      | Frölunda HC Göteborg                         | Grizzlys Wolfsburg                              |
| B      | Djurgårdens IF Stockholm                     | HC Davos                                        |
| C      | HC Lugano                                    | Tappara Tampere                                 |
| D      | ZSC Lions Zürich                             | Lukko Rauma                                     |
| E      | Kärpät Oulu                                  | Vítkovice Ostrava                               |
| F      | Fribourg-Gottéron                            | EHC Red Bull München                            |
| G      | EV Zug                                       | HIFK Helsinki                                   |
| H      | TPS Turku                                    | Bílí Tygři Liberec                              |
| I      | SaiPa Lappeenranta                           | Eisbären Berlin                                 |
| J      | HK Nitra                                     | HC Plzeň 1929                                   |
| K      | Linköpings HC                                | JYP Jyväskylä                                   |
| L      | Växjö Lakers                                 | HK Junost Minsk                                 |
| M      | SC Bern                                      | HC Košice                                       |
| N      | Skellefteå AIK                               | KalPa Kuopio                                    |
| O      | Färjestad BK Karlstad                        | HC Sparta Prag                                  |
| P      | HV71 Jönköping                               | EC Red Bull Salzburg                            |

### K.O.-Baum
|  | Sechzehntelfinale        | Sechzehntelfinale | Sechzehntelfinale |  |  | Achtelfinale         | Achtelfinale | Achtelfinale      |   |   | Viertelfinale        | Viertelfinale | Viertelfinale        |   |   | Halbfinale        | Halbfinale | Halbfinale     |   |  | Finale               | Finale | Finale |
|  |                          |                   |                   |  |  |                      |              |                   |   |   |                      |               |                      |   |   |                   |            |                |   |  |                      |        |        |
|  | Färjestad BK Karlstad    | 1                 | 2                 |  |  |                      |              |                   |   |   |                      |               |                      |   |   |                   |            |                |   |  |                      |        |        |
|  | Bílí Tygři Liberec       | 4                 | 0                 |  |  | Bílí Tygři Liberec   | 1            | 1                 |   |   |                      |               |                      |   |   |                   |            |                |   |  |                      |        |        |
|  | HK Nitra                 | 0                 | 0                 |  |  | Vítkovice Ostrava    | 0            | 3 1               |   |   |                      |               |                      |   |   |                   |            |                |   |  |                      |        |        |
|  | Vítkovice Ostrava        | 7                 | 5                 |  |  |                      |              |                   |   |   | Vítkovice Ostrava    | 2             | 2                    |   |   |                   |            |                |   |  |                      |        |        |
|  | Djurgårdens IF Stockholm | 0                 | 2                 |  |  |                      |              | Fribourg-Gottéron | 5 | 3 |                      |               |                      |   |   |                   |            |                |   |  |                      |        |        |
|  | KalPa Kuopio             | 2                 | 1                 |  |  | KalPa Kuopio         | 1            | 2                 |   |   |                      |               |                      |   |   |                   |            |                |   |  |                      |        |        |
|  | Fribourg-Gottéron        | 1                 | 4                 |  |  | Fribourg-Gottéron    | 1            | 3 1               |   |   |                      |               |                      |   |   |                   |            |                |   |  |                      |        |        |
|  | HC Košice                | 1                 | 1                 |  |  |                      |              |                   |   |   |                      |               |                      |   |   | Fribourg-Gottéron | 1          | 0              |   |  |                      |        |        |
|  | Frölunda HC Göteborg     | 2                 | 5                 |  |  |                      |              |                   |   |   |                      |               | Frölunda HC Göteborg | 5 | 4 |                   |            |                |   |  |                      |        |        |
|  | HK Junost Minsk          | 3                 | 0                 |  |  | Frölunda HC Göteborg | 6            | 4                 |   |   |                      |               |                      |   |   |                   |            |                |   |  |                      |        |        |
|  | EV Zug                   | 0                 | 1                 |  |  | Eisbären Berlin      | 1            | 1                 |   |   |                      |               |                      |   |   |                   |            |                |   |  |                      |        |        |
|  | Eisbären Berlin          | 4                 | 2                 |  |  |                      |              |                   |   |   | Frölunda HC Göteborg | 4             | 5                    |   |   |                   |            |                |   |  |                      |        |        |
|  | Linköpings HC            | 7                 | 2                 |  |  |                      |              | Linköpings HC     | 0 | 2 |                      |               |                      |   |   |                   |            |                |   |  |                      |        |        |
|  | HC Davos                 | 4                 | 3                 |  |  | Linköpings HC        | 1            | 1                 |   |   |                      |               |                      |   |   |                   |            |                |   |  |                      |        |        |
|  | HIFK Helsinki            | 1                 | 5 2               |  |  | HIFK Helsinki        | 1            | 0                 |   |   |                      |               |                      |   |   |                   |            |                |   |  |                      |        |        |
|  | TPS Turku                | 1                 | 4                 |  |  |                      |              |                   |   |   |                      |               |                      |   |   |                   |            |                |   |  | Frölunda HC Göteborg | 4 1    |        |
|  | ZSC Lions Zürich         | 4                 | 5                 |  |  |                      |              |                   |   |   |                      |               |                      |   |   |                   |            | HC Sparta Prag | 3 |  |                      |        |        |
|  | Grizzlys Wolfsburg       | 1                 | 2                 |  |  | ZSC Lions Zürich     | 2            | 4 1               |   |   |                      |               |                      |   |   |                   |            |                |   |  |                      |        |        |
|  | HC Plzeň 1929            | 1                 | 3                 |  |  | HC Lugano            | 3            | 2                 |   |   |                      |               |                      |   |   |                   |            |                |   |  |                      |        |        |
|  | HC Lugano                | 4                 | 3                 |  |  |                      |              |                   |   |   | ZSC Lions Zürich     | 0             | 2                    |   |   |                   |            |                |   |  |                      |        |        |
|  | SaiPa Lappeenranta       | 2                 | 4                 |  |  |                      |              | Växjö Lakers      | 0 | 3 |                      |               |                      |   |   |                   |            |                |   |  |                      |        |        |
|  | Tappara Tampere          | 0                 | 2                 |  |  | SaiPa Lappeenranta   | 3            | 2                 |   |   |                      |               |                      |   |   |                   |            |                |   |  |                      |        |        |
|  | Växjö Lakers             | 1                 | 4                 |  |  | Växjö Lakers         | 2            | 4 1               |   |   |                      |               |                      |   |   |                   |            |                |   |  |                      |        |        |
|  | EHC Red Bull München     | 1                 | 3                 |  |  |                      |              |                   |   |   |                      |               |                      |   |   | Växjö Lakers      | 1          | 0              |   |  |                      |        |        |
|  | Kärpät Oulu              | 1                 | 0                 |  |  |                      |              |                   |   |   |                      |               | HC Sparta Prag       | 2 | 4 |                   |            |                |   |  |                      |        |        |
|  | HC Sparta Prag           | 1                 | 1                 |  |  | HC Sparta Prag       | 2            | 5                 |   |   |                      |               |                      |   |   |                   |            |                |   |  |                      |        |        |
|  | Lukko Rauma              | 0                 | 3                 |  |  | HV71 Jönköping       | 4            | 0                 |   |   |                      |               |                      |   |   |                   |            |                |   |  |                      |        |        |
|  | HV71 Jönköping           | 2                 | 4                 |  |  |                      |              |                   |   |   | HC Sparta Prag       | 1             | 4                    |   |   |                   |            |                |   |  |                      |        |        |
|  | Skellefteå AIK           | 0                 | 4                 |  |  |                      |              | SC Bern           | 1 | 1 |                      |               |                      |   |   |                   |            |                |   |  |                      |        |        |
|  | JYP Jyväskylä            | 4                 | 2                 |  |  | JYP Jyväskylä        | 2            | 3                 |   |   |                      |               |                      |   |   |                   |            |                |   |  |                      |        |        |
|  | SC Bern                  | 4                 | 3                 |  |  | SC Bern              | 3            | 3                 |   |   |                      |               |                      |   |   |                   |            |                |   |  |                      |        |        |
|  | EC Red Bull Salzburg     | 1                 | 3                 |  |  |                      |              |                   |   |   |                      |               |                      |   |   |                   |            |                |   |  |                      |        |        |

### Sechzehntelfinale
Die Hinspiele fanden am 4. Oktober und die Rückspiele am 11. Oktober 2016 statt. Dabei hatten die Gruppenersten der Vorrunde im Rückspiel Heimrecht.
1. Duell:  Färjestad BK Karlstad (O1) –  Bílí Tygři Liberec (H2) 3:4
| 4. Oktober 2016 18:00 Uhr | Bílí Tygři Liberec Milan Bartovič (9:18) Petr Jelínek (22:44) Petr Jelínek (23:27) Milan Bartovič (47:57) | 4:1 (1:0, 2:1, 1:0) Spielbericht | Färjestad BK Karlstad Linus Persson (28:54) | Home Credit Arena, Liberec Zuschauer: 3.845 |

| 11. Oktober 2016 19:00 Uhr | Färjestad BK Karlstad Joakim Nygard (20:40) Magnus Nygren (58:28) | 2:0 (0:0, 1:0, 1:0) Spielbericht Stand: 3:4 | Bílí Tygři Liberec | Löfbergs Arena, Karlstad Zuschauer: 1.832 |

2. Duell:  HK Nitra (J1) –  Vítkovice Ostrava (E2) 0:12
| 4. Oktober 2016 17:00 Uhr | Vítkovice Ostrava Vojtěch Tomi (5:46) Michael Vandas (31:14) Jan Hudeček (37:01) Ondřej Roman (40:20) Karol Sloboda (47:20) Ondřej Roman (49:35) Rostislav Olesz (54:21) | 7:0 (1:0, 2:0, 4:0) Spielbericht | HK Nitra | Ostravar Aréna, Ostrava Zuschauer: 4.215 |

| 11. Oktober 2016 18:00 Uhr | HK Nitra | 0:5 (0:2, 0:1, 0:2) Spielbericht Stand: 0:12 | Vítkovice Ostrava David Květoň (2:44) Vojtěch Tomi (16:18) Jakub Illéš (34:24) Michael Vandas (50:56) Roman Szturc (55:24) | Nitra Aréna, Nitra Zuschauer: 1.679 |

3. Duell:  Djurgårdens IF Stockholm (B1) –  KalPa Kuopio (N2) 2:3
| 4. Oktober 2016 18:00 Uhr | KalPa Kuopio Alexander Ruuttu (7:31) Matias Myttynen (59:47) | 2:0 (1:0, 0:0, 1:0) Spielbericht | Djurgårdens IF Stockholm | Data Group Areena, Kuopio Zuschauer: 2.043 |

| 11. Oktober 2016 19:00 Uhr | Djurgårdens IF Stockholm Mikko Kousa (23:11) Jeff Tambellini (57:25) | 2:1 (0:1, 1:0, 1:0) Spielbericht Stand: 2:3 | KalPa Kuopio Tommi Jokinen (13:55) | Hovet, Stockholm Zuschauer: 756 |

4. Duell:  Fribourg-Gottéron (F1) –  HC Košice (M2) 5:2
| 4. Oktober 2016 19:45 Uhr | HC Košice Ladislav Nagy (15:31) | 1:1 (1:0, 0:0, 0:1) Spielbericht | Fribourg-Gottéron Roman Červenka (53:06) | Steel Aréna, Košice Zuschauer: 4.446 |

| 11. Oktober 2016 19:45 Uhr | Fribourg-Gottéron Christopher Rivera (8:22) Lorenz Kienzle (31:12) Yannick Rathgeb (40:39) Roman Červenka (41:15) | 4:1 (1:0, 1:1, 2:0) Spielbericht Stand: 5:2 | HC Košice Juraj Milý (27:59) | BCF-Arena, Freiburg im Üechtland Zuschauer: 1.610 |

5. Duell:  Frölunda HC Göteborg (A1) –  HK Junost Minsk (L2) 7:3
| 4. Oktober 2016 18:00 Uhr | HK Junost Minsk Wiktar Turkin (12:27) Pawel Raswadouski (23:15) Pawel Raswadouski (31:46) | 3:2 (1:1, 2:0, 0:1) Spielbericht | Frölunda HC Göteborg Kristian Vesalainen (5:36) Casey Wellman (55:36) | Tschyschouka-Arena, Minsk Zuschauer: 5.500 |

| 11. Oktober 2016 19:00 Uhr | Frölunda HC Göteborg Niklas Lasu (18:25) Robin Figren (21:05) Patrik Carlsson (33:08) Henrik Tömmernes (39:03) Simon Hjalmarsson (45:54) | 5:0 (1:0, 3:0, 1:0) Spielbericht Stand: 7:3 | HK Junost Minsk | Scandinavium, Göteborg Zuschauer: 1.042 |

6. Duell:  EV Zug (G1) –  Eisbären Berlin (I2) 1:6
| 4. Oktober 2016 19:30 Uhr | Eisbären Berlin Nick Petersen (8:26) Barry Tallackson (24:41) André Rankel (39:31) Jamie MacQueen (41:40) | 4:0 (1:0, 2:0, 1:0) Spielbericht | EV Zug | Mercedes-Benz Arena, Berlin Zuschauer: 4.722 |

| 11. Oktober 2016 19:45 Uhr | EV Zug Dominic Lammer (26:34) | 1:2 (0:0, 1:0, 0:2) Spielbericht Stand: 1:6 | Eisbären Berlin André Rankel (48:39) Darin Olver (55:17) | Bossard Arena, Zug Zuschauer: 4.692 |

7. Duell:  Linköpings HC (K1) –  HC Davos (B2) 9:7
| 4. Oktober 2016 19:45 Uhr | HC Davos Grégory Sciaroni (8:14) Andres Ambühl (19:32) Perttu Lindgren (34:07) Enzo Corvi (45:21) | 4:7 (2:3, 1:4, 1:0) Spielbericht | Linköpings HC Vilmos Galló (0:29) Niklas Fogström (1:28) Vilmos Galló (16:38) Jørgen Karterud (22:32) Niclas Lundgren (32:35) Andrew Gordon (33:37) Andrew Gordon (34:48) | Vaillant Arena, Davos Zuschauer: 3.087 |

| 11. Oktober 2016 20:00 Uhr | Linköpings HC Niclas Bergfors (49:58) Broc Little (55:41) | 2:3 (0:2, 0:0, 2:1) Spielbericht Stand: 9:7 | HC Davos Andres Ambühl (5:18) Marc Wieser (8:38) Robert Kousal (46:19) | Saab Arena, Linköping Zuschauer: 1.042 |

8. Duell:  TPS Turku (H1) –  HIFK Helsinki (G2) 5:6
| 4. Oktober 2016 18:00 Uhr | TPS Turku Patrik Virta (38:08) | 1:1 (0:1, 1:0, 0:0) Spielbericht | HIFK Helsinki Teemu Eronen (8:21) | HK-areena, Turku Zuschauer: 1.658 |

| 11. Oktober 2016 18:00 Uhr | HIFK Helsinki Jasse Ikonen (12:26) Corey Elkins (16:39) Micke Åsten (33:29) Teemu Eronen (54:09) Corey Elkins (PS) | 5:4 n. P. (2:1, 1:2, 1:1, 0:0, 1:0) Spielbericht Stand: 6:5 | TPS Turku Oskari Siiki (1:59) Ilkka Pikkarainen (20:48) Topi Taavitsainen (22:58) Elmeri Eronen (59:06) | Helsingin Jäähalli, Helsinki Zuschauer: 3.198 |

9. Duell:  ZSC Lions Zürich (D1) –  Grizzlys Wolfsburg (A2) 9:3
| 4. Oktober 2016 19:30 Uhr | Grizzlys Wolfsburg | 1:4 (0:2, 1:1, 0:1) Spielbericht | ZSC Lions Zürich Luca Cunti (1:19) Mattias Sjögren (17:59) Robert Nilsson (37:37) Patrik Bärtschi (53:22) | Eis Arena Wolfsburg, Wolfsburg Zuschauer: 1.697 |

| 11. Oktober 2016 19:45 Uhr | ZSC Lions Zürich Chris Baltisberger (33:36) Patrick Thoresen (38:26) Chris Baltisberger (41:22) Pius Suter (50:04) Fabrice Herzog (52:33) | 5:2 (0:1, 2:0, 3:1) Spielbericht Stand: 9:3 | Grizzlys Wolfsburg Jeff Likens (7:42) Gerrit Fauser (44:07) | Hallenstadion, Zürich Zuschauer: 3.067 |

10. Duell:  HC Lugano (C1) –  HC Plzeň 1929 (J2) 7:4
| 4. Oktober 2016 19:45 Uhr | HC Lugano Grégory Hofmann (22:12) Linus Klasen (25:23) Luca Fazzini (47:37) Ryan Gardner (49:04) | 4:1 (0:0, 2:1, 2:0) Spielbericht | HC Plzeň 1929 Jakub Lev (35:15) | Resega, Lugano Zuschauer: 4.763 |

| 11. Oktober 2016 18:00 Uhr | HC Plzeň 1929 Jakub Lev (7:51) Petr Kodýtek (30:39) Tomáš Svoboda (59:51) | 3:3 (1:1, 1:1, 1:1) Spielbericht Stand: 4:7 | HC Lugano Patrik Zackrisson (9:47) Grégory Hofmann (26:49) Raffaele Sannitz (47:39) | Home Monitoring Aréna, Plzeň Zuschauer: 2.065 |

11. Duell:  SaiPa Lappeenranta (I1) –  Tappara Tampere (C2) 6:2
| 4. Oktober 2016 18:00 Uhr | Tappara Tampere | 0:2 (0:0, 0:1, 0:1) Spielbericht | SaiPa Lappeenranta Tomi Leivo (23:57) Eetu Koski (55:06) | Hakametsä, Tampere Zuschauer: 3.478 |

| 11. Oktober 2016 18:00 Uhr | SaiPa Lappeenranta Tero Koskiranta (7:18) Mikael Kuronen (26:49) Eetu Koski (28:52) Brock Trotter (44:41) | 4:2 (1:1, 2:1, 1:0) Spielbericht Stand: 6:2 | Tappara Tampere Manu Honkanen (18:12) Manu Honkanen (27:31) | Kisapuisto, Lappeenranta Zuschauer: 1.925 |

12. Duell:  Växjö Lakers (L1) –  EHC Red Bull München (F2) 5:4
| 4. Oktober 2016 18:00 Uhr | EHC Red Bull München Jerome Flaake (39:45) | 1:1 (0:1, 1:0, 0:0) Spielbericht | Växjö Lakers Adam Brodecki (17:46) | Olympia-Eissportzentrum, München Zuschauer: 2.090 |

| 11. Oktober 2016 19:00 Uhr | Växjö Lakers Olli Palola (2:39) Olli Palola (27:26) Joakim Hillding (30:29) Linus Fröberg (37:33) | 4:3 (1:1, 3:1, 0:1) Spielbericht Stand: 5:4 | EHC Red Bull München Maximilian Kastner (15:27) Richie Regehr (22:25) Jerome Flaake (51:44) | Vida Arena, Växjö Zuschauer: 1.584 |

13. Duell:  Kärpät Oulu (E1) –  HC Sparta Prag (O2) 1:2
| 4. Oktober 2016 17:30 Uhr | HC Sparta Prag Juraj Mikuš (46:33) | 1:1 (0:0, 0:1, 1:0) Spielbericht | Kärpät Oulu Miska Humaloja (29:31) | O₂ Arena, Prag Zuschauer: 2.288 |

| 11. Oktober 2016 18:00 Uhr | Kärpät Oulu | 0:1 n. V. (0:0, 0:0, 0:0, 0:1) Spielbericht Stand: 1:2 | HC Sparta Prag Miroslav Forman (63:33) | Oulun Energia Areena, Oulu Zuschauer: 2.392 |

14. Duell:  HV71 Jönköping (P1) –  Lukko Rauma (D2) 6:3
| 4. Oktober 2016 20:00 Uhr | HV71 Jönköping Dylan Reese (0:38) Ted Brithén (5:30) | 2:0 (2:0, 0:0, 0:0) Spielbericht | Lukko Rauma | Kinnarps Arena, Jönköping Zuschauer: 672 |

| 11. Oktober 2016 18:00 Uhr | Lukko Rauma Peter Tiivola (3:33) Aaron Gagnon (8:42) Jesse Virtanen (25:39) | 3:4 (2:2, 1:2, 0:0) Spielbericht Stand: 3:6 | HV71 Jönköping Mattias Tedenby (7:06) Ted Brithén (15:29) Christoffer Torngren (32:26) Erik Andersson (36:27) | Kivikylän Areena, Rauma Zuschauer: 4.145 |

15. Duell:  Skellefteå AIK (N1) –  JYP Jyväskylä (K2) 4:6
| 4. Oktober 2016 18:00 Uhr | JYP Jyväskylä Jani Tuppurainen (4:25) Mikko Salmio (19:39) Tuomas Pihlman (41:23) Antti Suomela (57:43) | 4:0 (2:0, 0:0, 2:0) Spielbericht | Skellefteå AIK | Synergia-areena, Jyväskylä Zuschauer: 1.706 |

| 11. Oktober 2016 19:00 Uhr | Skellefteå AIK Niclas Burström (11:00) Joakim Lindström (20:49) Sebastian Aho (25:52) Sebastian Ohlsson (50:16) | 4:2 (1:1, 2:1, 1:0) Spielbericht Stand: 4:6 | JYP Jyväskylä Joonas Nättinen (11:33) Ossi Louhivaara (36:33) | Skellefteå Kraft Arena, Skellefteå Zuschauer: 1.543 |

16. Duell:  SC Bern (M1) –  EC Red Bull Salzburg (P2) 7:4
| 4. Oktober 2016 19:30 Uhr | EC Red Bull Salzburg William Thomas (59:21) | 1:4 (0:2, 0:0, 1:2) Spielbericht | SC Bern Maxim Noreau (8:04) Mark Arcobello (10:46) Eric Blum (44:30) Martin Plüss (51:00) | Eisarena Salzburg, Salzburg Zuschauer: 1.814 |

| 11. Oktober 2016 19:45 Uhr | SC Bern Martin Plüss (5:22) Tristan Scherwey (22:40) Ryan Lasch (24:02) | 3:3 (1:1, 2:2, 0:0) Spielbericht Stand: 7:4 | EC Red Bull Salzburg Peter Hochkofler (14:44) Thomas Raffl (26:55) Ryan Duncan (35:34) | PostFinance-Arena, Bern Zuschauer: 13.669 |

### Achtelfinale
Die Achtelfinalspiele waren auf den 1. und 8./9. November 2016 terminiert.
1. Duell:  Bílí Tygři Liberec (H2) –  Vítkovice Ostrava (E2) 2:3
| 1. November 2016 18:00 Uhr | Bílí Tygři Liberec Milan Bartovič (56:26) | 1:0 (0:0, 0:0, 1:0) Spielbericht | Vítkovice Ostrava | Home Credit Arena, Liberec Zuschauer: 4.527 |

| 8. November 2016 17:00 Uhr | Vítkovice Ostrava Roman Szturc (5:59) Roman Szturc (44:50) Radoslav Tybor (61:15) | 3:1 n. V. (1:0, 0:0, 1:1, 1:0) Spielbericht Stand: 3:2 | Bílí Tygři Liberec Michal Bulíř (58:27) | Ostravar Aréna, Ostrava Zuschauer: 4.716 |

2. Duell:  KalPa Kuopio (N2) –  Fribourg-Gottéron (F1) 3:4
| 1. November 2016 18:00 Uhr | KalPa Kuopio Jesse Mankinen (37:53) | 1:1 (0:0, 1:0, 0:1) Spielbericht | Fribourg-Gottéron Julien Sprunger (55:26) | Data Group Areena, Kuopio Zuschauer: 2.160 |

| 8. November 2016 19:45 Uhr | Fribourg-Gottéron Matias Myttynen (8:55) Michal Birner (24:02) Yannick Rathgeb (61:20) | 3:2 n. V. (1:1, 1:1, 0:0, 1:0) Spielbericht Stand: 4:3 | KalPa Kuopio Matias Myttynen (7:42) Tommi Jokinen (34:05) | BCF-Arena, Freiburg im Üechtland Zuschauer: 3.032 |

3. Duell:  Frölunda HC Göteborg (A1) –  Eisbären Berlin (I2) 10:2
| 1. November 2016 19:30 Uhr | Eisbären Berlin Sven Ziegler (16:04) | 1:6 (1:3, 0:1, 0:2) Spielbericht | Frölunda HC Göteborg Sebastian Stålberg (5:49) Joel Lundqvist (11:02) Casey Wellman (18:06) Joel Lundqvist (27:36) Christoffer Ehn (45:56) Johan Sundström (48:19) | Mercedes-Benz Arena, Berlin Zuschauer: 4.552 |

| 8. November 2016 20:00 Uhr | Frölunda HC Göteborg Carl Grundström (1:29) Carl Grundström (10:36) Mats Rosseli Olsen (53:12) Victor Olofsson (59:23) | 4:1 (2:0, 0:0, 2:1) Spielbericht Stand: 10:2 | Eisbären Berlin Bruno Gervais (50:44) | Scandinavium, Göteborg Zuschauer: 1.702 |

4. Duell:  Linköpings HC (K1) –  HIFK Helsinki (G2) 2:1
| 1. November 2016 20:00 Uhr | Linköpings HC Vilmos Galló (2:28) | 1:1 (1:0, 0:0, 0:1) Spielbericht | HIFK Helsinki Robert Leino (46:55) | Saab Arena, Linköping Zuschauer: 1.577 |

| 8. November 2016 18:00 Uhr | HIFK Helsinki | 0:1 (0:1, 0:0, 0:0) Spielbericht Stand: 1:2 | Linköpings HC Garrett Roe (13:54) | Helsingin Jäähalli, Helsinki Zuschauer: 3.263 |

5. Duell:  ZSC Lions Zürich (D1) –  HC Lugano (C1) 6:5
| 1. November 2016 19:45 Uhr | HC Lugano Grégory Hofmann (19:30) Alessandro Chiesa (24:28) Linus Klasen (28:39) | 3:2 (1:2, 2:0, 0:0) Spielbericht | ZSC Lions Zürich David Rundblad (12:55) Roman Wick (13:13) | Resega, Lugano Zuschauer: 5.439 |

| 9. November 2016 19:45 Uhr | ZSC Lions Zürich Reto Schäppi (14:58) Severin Blindenbacher (15:45) Patrick Thoresen (29:17) Roman Wick (61:07) | 4:2 n. V. (2:1, 1:1, 0:0, 1:0) Spielbericht Stand: 6:5 | HC Lugano Sébastien Reuille (5:39) Linus Klasen (36:25) | Hallenstadion, Zürich Zuschauer: 3.567 |

6. Duell:  SaiPa Lappeenranta (I1) –  Växjö Lakers (L1) 5:6
| 1. November 2016 18:00 Uhr | SaiPa Lappeenranta Brock Trotter (0:22) Brock Trotter (10:28) Tomi Leivo (55:44) | 3:2 (2:0, 0:0, 1:2) Spielbericht | Växjö Lakers Linus Fröberg (41:26) Pontus Netterberg (53:30) | Kisapuisto, Lappeenranta Zuschauer: 2.338 |

| 8. November 2016 19:00 Uhr | Växjö Lakers Robert Rosén (21:04) Olli Palola (27:34) Calle Rosén (56:13) Erik Josefsson (69:11) | 4:2 n. V. (0:1, 2:1, 1:0, 1:0) Spielbericht Stand: 6:5 | SaiPa Lappeenranta Tomi Leivo (7:55) Tomi Leivo (31:13) | Vida Arena, Växjö Zuschauer: 1.254 |

7. Duell:  HC Sparta Prag (O2) –  HV71 Jönköping (P1) 7:4
| 1. November 2016 19:30 Uhr | HC Sparta Prag Miroslav Forman (25:11) Lukáš Pech (48:06) | 2:4 (0:1, 1:3, 1:0) Spielbericht | HV71 Jönköping Dylan Reese (11:35) Martin Thörnberg (20:29) Martin Thörnberg (29:37) Kevin Stenlund (33:32) | O₂ Arena, Prag Zuschauer: 3.618 |

| 8. November 2016 19:30 Uhr | HV71 Jönköping | 0:5 (0:1, 0:3, 0:1) Spielbericht Stand: 4:7 | HC Sparta Prag Lukáš Pech (19:29) Juraj Mikuš (27:51) Lukáš Pech (30:02) Lukáš Cingeľ (30:31) Andrej Kudrna (57:02) | Kinnarps Arena, Jönköping Zuschauer: 1.019 |

8. Duell:  JYP Jyväskylä (K2) –  SC Bern (M1) 5:6
| 1. November 2016 19:45 Uhr | SC Bern Ryan Lasch (28:09) Simon Moser (28:40) Mark Arcobello (31:26) | 3:2 (0:2, 3:0, 0:0) Spielbericht | JYP Jyväskylä Antti Suomela (2:14) Sami Niku (4:54) | PostFinance-Arena, Bern Zuschauer: 13.660 |

| 8. November 2016 18:00 Uhr | JYP Jyväskylä Juha-Pekka Hytönen (45:54) Mikko Salmio (48:26) Antti Suomela (59:38) | 3:3 (0:1, 0:0, 3:2) Spielbericht Stand: 5:6 | SC Bern Gian-Andrea Randegger (3:16) Ryan Lasch (41:19) Andrew Ebbett (55:47) | Synergia-areena, Jyväskylä Zuschauer: 3.029 |

### Viertelfinale
Die Viertelfinalspiele waren auf den 6./7. und 13. Dezember 2016 terminiert.
1. Duell:  Vítkovice Ostrava (E2) –  Fribourg-Gottéron (F1) 4:8
| 6. Dezember 2016 17:00 Uhr | Vítkovice Ostrava Jakub Illéš (11:31) Ivan Baranka (39:59) | 2:5 (1:1, 1:2, 0:2) Spielbericht | Fribourg-Gottéron Yannick Rathgeb (8:23) Flavio Schmutz (32:39) Julien Sprunger (36:12) Julien Sprunger (46:54) Julien Sprunger (51:58) | Ostravar Aréna, Ostrava Zuschauer: 5.548 |

| 13. Dezember 2016 19:45 Uhr | Fribourg-Gottéron Andrei Bykov (16:12) Yannick Rathgeb (19:40) Greg Mauldin (24:50) | 3:2 (2:1, 1:0, 0:1) Spielbericht Stand: 8:4 | Vítkovice Ostrava Yan Stastny (16:42) Erik Němec (50:19) | BCF-Arena, Freiburg im Üechtland Zuschauer: 3.780 |

2. Duell:  Frölunda HC Göteborg (A1) –  Linköpings HC (K1) 9:2
| 6. Dezember 2016 20:00 Uhr | Frölunda HC Göteborg Johan Sundström (20:40) Simon Hjalmarsson (26:21) Victor Olofsson (39:37) Robin Figren (43:44) | 4:0 (0:0, 1:0, 3:0) Spielbericht | Linköpings HC | Frölundaborg, Göteborg Zuschauer: 1.227 |

| 13. Dezember 2016 20:00 Uhr | Linköpings HC Jakob Lilja (17:26) Niklas Persson (31:29) | 2:5 (1:1, 1:3, 0:1) Spielbericht Stand: 2:9 | Frölunda HC Göteborg Victor Olofsson (14:16) Johan Sundström (22:49) Victor Olofsson (35:19) Sean Bergenheim (39:57) Casey Wellman (50:05) | Saab Arena, Linköping Zuschauer: 1.128 |

3. Duell:  ZSC Lions Zürich (D1) –  Växjö Lakers (L1) 2:3
| 6. Dezember 2016 19:45 Uhr | ZSC Lions Zürich | 0:0 (0:0, 0:0, 0:0) Spielbericht | Växjö Lakers | Hallenstadion, Zürich Zuschauer: 3.215 |

| 13. Dezember 2016 19:00 Uhr | Växjö Lakers Robert Rosén (32:51) Calle Rosén (37:40) Calle Rosén (56:30) | 3:2 (0:2, 2:0, 1:0) Spielbericht Stand: 3:2 | ZSC Lions Zürich Patrick Geering (10:34) Robert Nilsson (17:19) | Vida Arena, Växjö Zuschauer: 1.502 |

4. Duell:  HC Sparta Prag (O2) –  SC Bern (M1) 5:2
| 7. Dezember 2016 19:45 Uhr | SC Bern Ramon Untersander (26:52) | 1:1 (0:0, 1:1, 0:0) Spielbericht | HC Sparta Prag Jaroslav Hlinka (24:25) | PostFinance-Arena, Bern Zuschauer: 14.567 |

| 13. Dezember 2016 18:30 Uhr | HC Sparta Prag Juraj Mikuš (30:50) Miroslav Forman (35:28) Lukáš Pech (37:59) Petr Kumstát (48:40) | 4:1 (0:0, 3:1, 1:0) Spielbericht Stand: 5:2 | SC Bern Tristan Scherwey (31:29) | O₂ Arena, Prag Zuschauer: 6.073 |

### Halbfinale
Die Halbfinalspiele waren auf den 10. und 17. Januar 2017 terminiert.
1. Duell:  Fribourg-Gottéron (F1) –  Frölunda HC Göteborg (A1) 1:9
| 10. Januar 2017 19:00 Uhr | Frölunda HC Göteborg John Nyberg (12:57) Mats Rosseli Olsen (26:54) Henrik Tömmernes (29:28) Mats Rosseli Olsen (40:19) Jacob Larsson (43:13) | 5:1 (1:1, 2:0, 2:0) Spielbericht | Fribourg-Gottéron Caryl Neuenschwander (14:02) | Frölundaborg, Göteborg Zuschauer: 4.042 |

| 17. Januar 2017 20:15 Uhr | Fribourg-Gottéron | 0:4 (0:1, 0:2, 0:1) Spielbericht Stand: 1:9 | Frölunda HC Göteborg Sean Bergenheim (12:39) Henrik Tömmernes (20:48) Robin Figren (38:44) Carl Grundström (41:24) | BCF-Arena, Freiburg im Üechtland Zuschauer: 3.024 |

2. Duell:  Växjö Lakers (L1) –  HC Sparta Prag (O2) 1:6
| 10. Januar 2017 20:00 Uhr | Växjö Lakers Josh Hennessy (54:38) | 1:2 (0:2, 0:0, 1:0) Spielbericht | HC Sparta Prag Martin Gernát (1:16) Andrej Kudrna (12:50) | Vida Arena, Växjö Zuschauer: 1.347 |

| 17. Januar 2017 18:30 Uhr | HC Sparta Prag Lukáš Klimek (16:35) Michal Barinka (30:33) Jaroslav Hlinka (56:47) Petr Vrána (58:53) | 4:0 (1:0, 1:0, 2:0) Spielbericht Stand: 6:1 | Växjö Lakers | O₂ Arena, Prag Zuschauer: 12.136 |

### Finale
Das Finalspiel ist auf den 7. Februar 2017 terminiert.
| 7. Februar 2017 19:05 Uhr | Frölunda HC Göteborg Casey Wellman (7:46) Joel Lundqvist (12:06) Casey Wellman (27:27) Nicklas Lasu (61:27) | 4:3 n. V. (2:2, 1:0, 0:1, 1:0) Spielbericht | HC Sparta Prag Lukáš Cingeľ (2:30) Petr Vrána (10:42) Lukáš Klimek (46:15) | Frölundaborg, Göteborg Zuschauer: 6.044 |

### Kader des CHL-Siegers
| Sieger der Champions Hockey League Frölunda HC Göteborg | Torhüter: Dan Bakala, Johan Gustafsson Verteidiger: Matt Donovan, Rasmus Dahlin, Jacob Larsson, Mattias Nørstebø, John Nyberg, Jonathan Sigalet, Henrik Tömmernes, Filip Westerlund Stürmer: Sean Bergenheim, Patrik Carlsson, Christoffer Ehn, Robin Figren, Oliwer Fjellström, Carl Grundström, Simon Hjalmarsson, Joni Ikonen, Nicklas Lasu, Joel Lundqvist, Victor Olofsson, Mats Rosseli Olsen, Sebastian Stålberg, Johan Sundström, Kristian Vesalainen, Casey Wellman Cheftrainer: Roger Rönnberg Assistenztrainer: Pär Johansson, Johan Lundskog |

## Statistik

### Beste Scorer
Quelle: championshockeyleague.net; Abkürzungen: Sp = Spiele, T = Tore, V = Assists, Pkt = Punkte, +/− = Plus/Minus, SM = Strafminuten; Fett: Turnierbestwert
| Spieler            | Mannschaft           | Sp | T | V  | Pkt | SM | +/− |
| ------------------ | -------------------- | -- | - | -- | --- | -- | --- |
| Casey Wellman      | Frölunda HC Göteborg | 12 | 8 | 6  | 14  | 2  | +7  |
| Joel Lundqvist     | Frölunda HC Göteborg | 13 | 4 | 10 | 14  | 14 | +9  |
| Lukáš Pech         | HC Sparta Prag       | 13 | 6 | 7  | 13  | 4  | +5  |
| Roman Červenka     | Fribourg-Gottéron    | 9  | 5 | 7  | 12  | 10 | +7  |
| Yannick Rathgeb    | Fribourg-Gottéron    | 12 | 4 | 8  | 12  | 36 | +9  |
| Henrik Tömmernes   | Frölunda HC Göteborg | 11 | 3 | 8  | 11  | 14 | +7  |
| Victor Olofsson    | Frölunda HC Göteborg | 13 | 5 | 6  | 11  | 2  | +2  |
| Martin Thornberg   | HV71 Jönköping       | 8  | 6 | 5  | 11  | 2  | ±0  |
| Broc Little        | Linköpings HC        | 9  | 6 | 4  | 10  | 4  | +5  |
| Julien Sprunger    | Fribourg-Gottéron    | 12 | 5 | 5  | 10  | 10 | +6  |
| Mats Rosseli-Olsen | Frölunda HC Göteborg | 13 | 5 | 5  | 10  | 8  | +6  |
| Jaroslav Hlinka    | HC Sparta Prag       | 12 | 2 | 8  | 10  | 6  | +2  |

### Beste Torhüter
Quelle: championshockeyleague.net; Abkürzungen: Sp = Spiele, Min = Eiszeit (in Minuten), GT = Gegentore, SO = Shutouts, Sv% = gehaltene Schüsse (in %), GTS = Gegentorschnitt; Fett: Turnierbestwert
| Spieler          | Mannschaft        | Sp | Min    | SaT | GT | SVS | Sv%   | GTS  | SO |
| ---------------- | ----------------- | -- | ------ | --- | -- | --- | ----- | ---- | -- |
| Tomáš Pöpperle   | HC Sparta Prag    | 10 | 605:59 | 231 | 16 | 215 | 93,07 | 1,58 | 2  |
| Leonardo Genoni  | SC Bern           | 10 | 600:00 | 266 | 19 | 247 | 92,86 | 1,90 | 1  |
| Johan Gustafsson | Frölunda HC       | 10 | 599:37 | 211 | 16 | 195 | 92,42 | 1,60 | 2  |
| Benjamin Conz    | Fribourg-Gottéron | 10 | 584:30 | 294 | 22 | 272 | 92,52 | 2,26 | 1  |
| Lukas Flüeler    | ZSC Lions         | 9  | 539:42 | 207 | 12 | 195 | 94,20 | 1,33 | 3  |
| Joacim Eriksson  | Växjö Lakers      | 7  | 422:51 | 184 | 18 | 166 | 90,22 | 2,55 | 1  |
| Daniel Dolejs    | HC Vítkovice      | 6  | 364:12 | 157 | 8  | 149 | 94,90 | 1,32 | 2  |
| Elvis Merzļikins | HC Lugano         | 6  | 363:19 | 214 | 13 | 201 | 93,93 | 2,15 | 0  |
| Eero Kilpelainen | KalPa Kuopio      | 6  | 358:58 | 180 | 10 | 170 | 94,44 | 1,67 | 1  |